# The Afterparty
The Afterparty es una serie de televisión de comedia, estrenada por Apple TV+ el 28 de enero de 2022. Está creada y dirigida por Christopher Miller. En marzo de 2022 fue renovada para una segunda temporada, la cual se estrenó el 12 de julio de 2023, después de retrasar su estreno previsto para el 28 de abril. En octubre de 2023, Apple TV+ canceló la serie.

## Premisa
Una fiesta de una escuela secundaria termina con una muerte inesperada. Ahora todos los asistentes son sospechosos, y una detective se propone buscar la verdad detrás de cada testimonio y así revelar al culpable del crimen.
La crítica Olivia Rutigliano señaló que, es un ejemplo de " la novela policíaca del siglo veinte y uno"; un nuevo subgénero del misterio y del suspense en el que la investigación es un vehículo para que los personajes encuentren sus segundas oportunidades, de realización personal y un alejamiento de la aburrida u opresiva vida cotidiana (a través de la sensación de que su vida se ha convertido en un nuevo género).

## Elenco

### Principal
- Tiffany Haddish como la detective Danner.
- Sam Richardson como Aniq.
- Zoë Chao como Zoë.
- Ike Barinholtz como Brett. (temporada 1)
- Ben Schwartz como Yasper. (temporada 1)
- Ilana Glazer como Chelsea. (temporada 1)
- Jamie Demetriou como Walt. (temporada 1)
- Dave Franco como Xavier. (temporada 1)
- Elizabeth Perkins como Isabel. (temporada 2)
- Zach Woods como Edgar. (temporada 2)
- Paul Walter Hauser como Travis. (temporada 2)
- Poppy Liu como Grace. (temporada 2)
- Anna Konkle como Hannah. (temporada 2)
- Jack Whitehall como Sebastian. (temporada 2)
- Vivian Wu como Vivian. (temporada 2)
- Ken Jeong como Feng. (temporada 2)
- John Cho como Ulysses. (temporada 2)

### Recurrente
- John Early como el detective Culp, compañero de Danner.
- Tiya Sircar como Jennifer #1. (temporada 1)
- Ayden Mayeri como Jennifer #2. (temporada 1)
- Genevieve Angelson como Indigo.
- Kelvin Yu como Ned, marido de Jennifer #1. (temporada 1)
- Will Greenberg como Judson.  (temporada 2)
- John Gemberling como Jaxon.  (temporada 2)

### Invitado
- Channing Tatum como él mismo. (temporada 1)
- Will Forte como él mismo. (temporada 1)
- Fred Savage como Vaughn. (temporada 2)
- Reid Scott como Aldrin Germain. (temporada 2)
- Barbie Ferreira como Willow. (temporada 2)
- Jimmy Tatro como oficial de policía Kleyes. (temporada 2)
- Jade Wu como Tía Ruth. (temporada 2)

## Episodios
| Temporada | Temporada | Episodios | Episodios | Emisión original    | Emisión original        |
| Temporada | Temporada | Episodios | Episodios | Primera emisión     | Última emisión          |
| --------- | --------- | --------- | --------- | ------------------- | ----------------------- |
|           | 1         | 8         | 8         | 28 de enero de 2022 | 4 de marzo de 2022      |
|           | 2         | 10        | 10        | 12 de julio de 2023 | 6 de septiembre de 2023 |

### Temporada 1 (2022)
| N.º en serie | N.º en temp. | Título        | Dirigido por       | Escrito por                                                            | Fecha de emisión original |
| ------------ | ------------ | ------------- | ------------------ | ---------------------------------------------------------------------- | ------------------------- |
| 1            | 1            | «Aniq»        | Christopher Miller | Historia: Christopher Miller y Kassia Miller Guion: Christopher Miller | 28 de enero de 2022       |
| 2            | 2            | «Brett»       | Christopher Miller | Anthony King                                                           | 28 de enero de 2022       |
| 3            | 3            | «Yasper»      | Christopher Miller | Jack Dolgen                                                            | 28 de enero de 2022       |
| 4            | 4            | «Chelsea»     | Christopher Miller | Bridger Vinegar                                                        | 4 de febrero de 2022      |
| 5            | 5            | «High School» | Christopher Miller | Nicole Delaney                                                         | 11 de febrero de 2022     |
| 6            | 6            | «Zoe»         | Christopher Miller | Phil Lord y Rachel Smith                                               | 18 de febrero de 2022     |
| 7            | 7            | «Danner»      | Christopher Miller | Anthony King y Christopher Miller                                      | 25 de febrero de 2022     |
| 8            | 8            | «Maggie»      | Christopher Miller | Christopher Miller                                                     | 4 de marzo de 2022        |

### Temporada 2 (2023)
| N.º en serie | N.º en temp. | Título             | Dirigido por       | Escrito por                       | Fecha de emisión original |
| ------------ | ------------ | ------------------ | ------------------ | --------------------------------- | ------------------------- |
| 9            | 1            | «Aniq, the sequel» | Eric Appel         | Christopher Miller y Anthony King | 12 de julio de 2023       |
| 10           | 2            | «Grace»            | Anu Valia          | Rachel Smith                      | 12 de julio de 2023       |
| 11           | 3            | «Travis»           | Christopher Miller | Mike Rosolio                      | 19 de julio de 2023       |
| 12           | 4            | «Hannah»           | Anu Valia          | Nicole Delaney                    | 26 de julio de 2023       |
| 13           | 5            | «Sebastian»        | Anu Valia          | The Shipley Brothers              | 2 de agosto de 2023       |
| 14           | 6            | «Danner's Fire»    | Tamra Davis        | Anthony King y Christopher Miller | 9 de agosto de 2023       |
| 15           | 7            | «Ulysses»          | Peter Atencio      | Brenda Hsueh                      | 16 de agosto de 2023      |
| 16           | 8            | «Feng»             | Eric Appel         | The Shipley Brothers              | 23 de agosto de 2023      |
| 17           | 9            | «Isabel»           | Christopher Miller | Anna Lockhart y Katie Miller      | 30 de agosto de 2023      |
| 18           | 10           | «Zoe y Vivian»     | Tamra Davis        | Christopher Miller y Anthony King | 6 de septiembre de 2023   |

## Producción

### Desarrollo
Miller concibió The Afterparty a principios de la década de 2010, queriendo hacer un guion acerca de un misterioso asesinato que mostrara las diferentes perspectivas del asesinato de sus testigos, inspirado por su amor por el género de misterio y asesinato y por Rashōmon de Akira Kurosawa. El aspecto de la reunión de la escuela secundaria se agregó después de que Miller asistiera él mismo a una reunión de la escuela secundaria, pensando que sería un escenario único para tal concepto. Miller inicialmente lo escribió como un guion de largometraje por su cuenta mientras estaba haciendo Cloudy with a Chance of Meatballs y 21 Jump Street junto con Lord. The Afterparty se creó bajo Sony Pictures como una película, con Miller como único escritor y director, mientras producía la película junto con Lord, Jonathan Kadin y Hannah Minghella. Sin embargo, la película nunca llegó a buen término debido a compromisos con The Lego Movie y 22 Jump Street. Lord y Miller seguían siendo optimistas al hacer The Reunion mientras promocionaban The Lego Movie, así que cuando Miller consideró hacer The Afterparty, tomó la decisión de hacerlo como una miniserie. Miller sintió que expandir el concepto a una serie le permitiría desarrollar adecuadamente a los personajes. Al hacerlo, también le dio a Miller la idea de presentar cada versión del evento como un género separado en línea con los puntos de vista respectivos de cada testigo.
El 24 de junio de 2020, se anunció que Apple TV+ le había dado la aprobación a la producción como una serie de ocho episodios, ahora titulado The Afterparty. La serie es creada por Miller, quien también es el showrunner y se espera que sea productor ejecutivo junto a Lord, mientras que Aubrey Lee es productor. Las productoras involucradas en la serie estaban programadas para consistir en Sony Pictures Television y TriStar Television.
La serie se estrenó el 28 de enero de 2022. El 2 de marzo de 2022, Apple TV+ renovó la serie para una segunda temporada. El 27 de abril de 2022, se reveló que la segunda temporada constaría de diez episodios, dos más que la primera, y giraría en torno a un misterioso asesinato en una boda. También se reveló que Anthony King actuaría como coproductor ejecutivo junto con Miller.

### Casting
En noviembre de 2020, se anunció el elenco, que incluye a Tiffany Haddish, Sam Richardson, Zoë Chao, Ben Schwartz, Ike Barinholtz, Ilana Glazer y Dave Franco. Tras el anuncio de renovación de la segunda temporada, se informó que Haddish volverá a interpretar su papel de detective Danner, pero con un nuevo elenco de sospechosos para la segunda temporada.
En abril de 2022, se anunció que Richardson y Chao volverán a interpretar sus papeles en la segunda temporada, con Elizabeth Perkins, Zach Woods, Paul Walter Hauser, Poppy Liu, Anna Konkle, Jack Whitehall y Vivian Wu uniéndose al elenco protagónico como, respectivamente, Isabel, Edgar, Travis, Grace, Hannah, Sebastian y Vivian. En mayo de 2022, se informó que Ken Jeong y John Cho fueron elegidos como regulares de la serie para la segunda temporada. El 13 de junio de 2022, Will Greenberg y John Gemberling se unieron al elenco en papeles recurrentes para la segunda temporada.

### Rodaje
El 11 de noviembre de 2020, Miller, en una publicación de Instagram, confirmó que la filmación de la serie había comenzado oficialmente. Miller dirigió los ocho episodios de la serie, por lo que es la primera vez que dirige por separado después de sus colaboraciones con Lord. En otra publicación de Instagram, el 17 de febrero de 2021, Miller reveló que la filmación de la serie había terminado.
El sexto episodio presenta una animación realizada por ShadowMachine, el estudio de animación detrás de BoJack Horseman. La animación fue diseñada por Lindsey Olivares, quién previamente trabajó con Lord y Miller en el diseño estético de The Mitchells vs. the Machines. La animación se realizó al mismo tiempo que la acción en vivo.
La filmación de la segunda temporada comenzó el 11 de mayo de 2022 con Miller nuevamente como director.

## Recepción
| Temporada | Temporada | Rotten Tomatoes   | Metacritic       |
| --------- | --------- | ----------------- | ---------------- |
|           | 1         | 90% (69 críticas) | 72 (26 críticas) |
|           | 2         | 95% (38 críticas) | 74 (14 críticas) |

El sitio web del agregador de reseñas, Rotten Tomatoes informó un índice de aprobación del 89% con una calificación promedio de 7.6/10, según 62 reseñas de críticos. El consenso de críticos del sitio web dice: "The Afterparty a veces se esfuerza por mantener en marcha la juerga de yuks, pero su ambiciosa fusión de géneros y su extensa lista de invitados de actores hacen que valga la pena". Metacritic, que utiliza un promedio ponderado, asignado una puntuación de 72 sobre 100 basada en 26 críticos, lo que indica "críticas generalmente favorables".